# گریس هایتاور
گریس هایتاور دنیرو (به انگلیسی: Grace Hightower) (زاده ۷ آوریل ۱۹۵۵) بازیگر و خواننده آمریکایی است. وی تا سال ۲۰۱۸ همسر رابرت دنیرو بود، بازیگری مشهوری که با او در سال ۱۹۸۷ ملاقات کرد و در سال ۱۹۹۷ ازدواج کرد. مشکلات زناشویی این زوج به نشریات کشیده شد که با درخواست طلاق از سوی رابرت دنیرو در سال ۱۹۹۹ و یک درخواست حضانت برای فرزندشان الیوت در سال ۲۰۰۱ همراه بود. اگرچه در سال ۲۰۰۴ این زوج از نو پیمان ازدواج بستند اما در نهایت در سال ۲۰۱۸ طلاق گرفتند.
در سال ۲۰۰۵، کاندایس برگین، رنی راکفلر و هایتاور به عنوان قربانیان لوسینا توریک-واورینویس که عاشق سرقت از اشخاص مشهور بود شناخته شدند. این سارق از هایتاور یک جفت گوشواره الماس به ارزش ۹۵٬۵۰۰ دلار ربوده بود.
در سال ۲۰۱۰، بنیاد زنان نیویورک برای کمک به زنان کم درآمد اعلامیه ای منتشر کرد و از هایتاور به خاطر زحماتش در این زمینه تشکر کرد. وی یکی از فعالان اجتماعی به حساب می‌آید و جشن ۵۵ سالگی اش توسط آندری لئون تالی از مجله وژ پوشش داده شد.
لی دنیلز کارگردان جایزه خلاقیت مؤسسه پرَت را از دستان هایتاور دریافت کرد. هایتاور در فیلم ارزشمند با دنیلز هم کاری داشت. هایتاور در این فیلم نقش یک مددکار اجتماعی را بازی کرد و یکی از ترک‌های اصلی فیلم با نام «چیزهایی سر راهم می‌آید» را اجرا کرد. وی هم چنین قبلاً نقش کوچکی را در یکی از قسمت‌های سریال آبی پلیس نیویورک بازی کرده بود.